# Ángel Custodio Sacanell
Ángel Custodio Sacanell fue un grabador español.

## Biografía
Natural de Barcelona, era hijo de Francisco Sacanell, bordador, y Francisca Nadal. Fue grabador en la fábrica de indianas de Arnau Sala, posteriormente de Jacint Martí, junto a Miquel Barrau, Joan Riba- tallada, Joan Arnasa, Josep Roca y Josep Serrallac; una actividad de importancia clave en el desarrollo económico de Barcelona durante la segunda mitad del siglo xviii y el primer tercio del xix. Contrajo matrimonio el 16 de octubre de 1789 en la parroquia de Santa María del Pino de Barcelona con María Josefa Carmona, hija de Vicens Carmona, comerciante, difunto y Coloma Puigsech. Fue inventor y compositor (sic) de la tinta económica y singular, como recoge el Diario de Barcelona, el 16 y 21 de octubre de 1807 y el 17 de enero de 1808 que comercializaba en su casa situada en la calle d’en Tripó cuarto principal, junto a la plaza del Ángel, frente a la casa del barón de Albi y en la tienda del impresor barcelonés Manuel Texedor. Falleció al inicio de la guerra de la Independencia (1808-1814). En 1810 su hijo Joaquín Francisco Vicens Sacanell Carmona fue puesto en el Ejército con el empleo de teniente de las Compañías Patrióticas del Principado de Cataluña por el Marqués de Campo Verde; siendo nombrado el 2 de septiembre de 1811 teniente agregado al tercer batallón de Leales Manresanos. En 1811 se formaron en Manresa varios tercios que agruparon a cerca de 2.000 hombres, todos con la característica común de carecer de hogar y parientes a causa de los incendios y devastaciones causadas por el invasor francés; todos estos voluntarios vestían de negro en señal de luto.